# Franco Becci
Franco Becci (Roma, 1º dicembre 1888 – Roma, 5 novembre 1951) è stato un attore italiano.

## Biografia
Esordì in teatro nel 1909 e conquistò subito, nonostante la giovanissima età, una posizione di primo piano nella Compagnia di Flavio Andò, di cui facevano parte attori del calibro di Evelina Paoli e Antonio Gandusio, nel 1911 è in compagnia con Ruggero Ruggeri.
Nel 1912 entrò a far parte di una delle compagnie che rappresentava in Italia e all'estero i lavori più popolari del drammaturgo di Prato Sem Benelli (come La cena delle beffe e L'amore dei tre re), recitando con Gualtiero Tumiati e Arnaldo Ninchi, sino al 1932, quando viene assunto dall'EIAR.

## La prosa alla radio

Becci bacia la mano ad Andreina Pagnani durante una commedia radiofonica EIAR (1941)

Nel 1932 fu scritturato dall'EIAR come primo attore della Compagnia di Milano, diretta da Alberto Casella: tra le sue prime interpretazioni, in quello stesso anno, Candida di Shaw.
Attore fra i più assidui ai microfoni della radio, prese parte a numerosi radiodrammi (degni di nota soprattutto Nocchieri dell'etere di Aldo Franco Pessina del 1935; Chi va là? di Eugenio Galvano, Colorado di Alberto Croce del 1936 e Il processo delle voci di Carlo Linati e Mario Lazzari del 1937, tutti per la regia di Alberto Casella) e a commedie (Il giudizio del padre di Giovanni Cenzato, 1934, e La signora è partita di Gaspare Cataldo, regia di Luigi Maggi, 1939).
Restano nella memoria i suoi "duetti amorosi" con le voci femminili più note del teatro radiofonico italiano, da Adriana De Cristoforis a Stefania Piumatti, a Nella Bonora, grazie a cui raggiunse una grande popolarità.
Artista versatile e fine conoscitore del medium radiofonico, si distinse per la capacità di modulare il pathos equilibrando in giuste dosi brio, senso tragico e ironia, nonché per l'attenzione costantemente volta a levigare ogni eccesso in una morbidezza che potesse rispondere il meglio possibile alle esigenze del microfono.
Abile nel cogliere la specificità dell'interpretazione teatrale radiofonica, seppe catturare l'attenzione dell'ascoltatore lasciando contemporaneamente spazio alla libertà interpretativa individuale.
Tra la metà degli anni 30 e i 40 partecipa ad alcuni film, che però rimarranno occasioni marginali nel mondo del cinema.
Dopo un tentativo di ritorno alle platee, rientrò definitivamente in radio nella Compagnia di prosa di Radio Roma, interpretando sin quasi alla morte numerose pièce radiofoniche come Gli innamorati di Goldoni (1946, regia di Masserano Taricco) e L'odissea di Runyon Jones di Corwin (1949, regia di Majano).
Becci, tra gli attori radiofonici che godettero della più larga popolarità e simpatia, ottenne nel 1950 il Microfono d'argento insieme a Nella Bonora come primo attore della Compagnia di prosa di Radio Roma.
Al referendum indetto dall'ente radiofonico per chiedere ai suoi ascoltatori quale dei suoi attori del teatro di prosa preferivano, la totalità rispose: Franco Becci (Radiocorriere).
Incisione brano rai 1949 con Nella Bonora 

## Prosa radiofonica
EIAR
- K 41 di Luigi Chiarelli, trasmessa il 26 febbraio 1933.
- Come le foglie, commedia di Giuseppe Giacosa, trasmessa il 2 gennaio 1934
- Il barone di Corbò, commedia di Luigi Antonelli, trasmessa il 1 gennaio 1936
- Oreste , Pilade e Pippo, commedia di Marco Praga, regia di Alberto Casella, trasmessa il 9 gennaio 1937
- L'imperatore della velocità, radiosintesi di Giorgio Erico, regia di Alberto Casella, trasmessa il 18 gennaio 1937
- La damigella di Bard di Salvator Gotta, regia di Luigi Maggi, trasmessa il 25 novembre 1939.
- Se quell'idiota ci pensasse, commedia di Silvio Benedetti, regia di Luigi Maggi, trasmessa il 26 dicembre 1939

RAI
- Non ti conosco più, commedia di Aldo De Benedetti, regia di Pietro Masserano Taricco, trasmessa il 14 luglio 1947
- Notti bianche, di Cesare Mensio, da Dostoiewsky, regia di Pietro Masserano Taricco, trasmessa il 24 maggio 1948.
- Amare, commedia di Paul Geraldy, regia di Guglielmo Morandi, trasmessa il 30 agosto 1948.
- I mostri sogni, di Ugo Betti, regia di Pietro Masserano Taricco, trasmessa il 17 gennaio 1949.
- Ventiquattro ore felici, di Cesare Meano, regia di Pietro Masserano Taricco, trasmessa il 18 aprile 1949.
- Corpo 6, radiodramma di Gian Domenico Giagni, regia di Guglielmo Morandi, trasmesso il 4 giugno 1949.
- Angeli e colori, radiodramma di Carlo Linati, regia di Pietro Masserano Taricco, trasmessa il 6 maggio 1950
- Giovanna D'Arco di Charles Péguy, regia di Anton Giulio Majano, trasmessa il 15 maggio 1950.
- L'uomo della luce di Ezio D'Errico, regia di Guglielmo Morandi, trasmessa il 22 maggio 1950.
- Marito e moglie, commedia di Ugo Betti, regia di Anton Giulio Majano, trasmessa il 22 luglio 1950
- Raffaele, di Vitaliano Brancati, regia di Pietro Masserano Taricco, trasmessa 18 gennaio 1951

## Filmografia
- Il cardinale Lambertini, regia di Parsifal Bassi (1934)
- Il diario di una stella, regia di Mattia Pinoli (1940)
- Le signorine della villa accanto, regia di Gian Paolo Rosmino (1942)
- Sant'Elena, piccola isola, regia di Renato Simoni (1943)
- Vento d'Africa, regia di Anton Giulio Majano (1949)